# 甘達拉島
63°19′S 57°56′W / 63.317°S 57.933°W
甘達拉島（Gándara Island），是南極洲的島嶼，位於特里尼蒂半島附近，屬於迪羅克群島的一部分，處於科派蒂克島西南面，由智利探險隊繪入地圖，現時由南極條約體系管理。